# Éric Lebailly
Pour les articles homonymes, voir Lebailly.
 (décembre 2015).
Éric Lebailly, né le 11 octobre 1972 à Marseille, est un batteur français Il est le batteur actuel du guitariste de Téléphone Louis Bertignac.

## Biographie
C’est à l’âge de 10 ans qu’Éric Lebailly prend les baguettes pour la première fois. À 15 ans, il découvre Billy Cobham lors d’un concert et cet événement marquant le décide à prendre des cours de batterie : il approche le jazz, la fusion, ainsi que de nombreux styles. Parallèlement, il rencontre Cyril Achard avec qui il découvre une rigueur et une intensité de travail qui finalement forgeront son identité et sa personnalité actuelle, accompagné par Franck Hermanny, futur bassiste d'Adagio.
Il enregistre avec ce nouveau groupe Cyril achard's Morbid Feeling "in inconstancia constans" (Lion music) avec Tony MacAlpine aux claviers.  
En 2000, il devient endorseur Yamaha et joue pour la marque à l’occasion de différents évènements et salons. Après 6 ans de tournées et d’enregistrement, il rejoint ensuite Nefesh, groupe de rock fusion, avec qui il enregistre l’album Dans la masse (Nextmusic). Il rejoint Adagio en 2004. En février 2004, la tournée « Underworld » présente Éric Lebailly aux nombreux fans, et Adagio joue à l’Élysée Montmartre à Paris : ce concert sera immortalisé sur le disque A Band in Upperworld… La même année, Éric Lebailly signe un contrat d’endorsement avec la marque Paiste.
Fin 2005, il enregistre le troisième album d’Adagio, Dominate (Double Visions – Distribution Sony BMG) qui sort début 2006, suivi de « Dominate Tour » qui lui permet de se produire au salon de la musique pour représenter les marques Gretsh et Zildjian avec lesquelles il signe un contrat d’endorsement. Depuis, Adagio s'est produit dans différents pays (États-Unis, Suisse, Hollande, Japon, Portugal, Espagne, Tunisie, France).
Le quatrième album du groupe, Archangels in Black est sorti début 2009.
En 2010, il enregistre le nouvel album solo de Cyril Achard, Violencia, aux côtés de son acolyte Franck Hermanny à la basse.
Il est aussi représentant de la marque Pearl.
Depuis mai 2011, il est le batteur de Louis Bertignac.
En avril 2018, il effectue une série de 10 concerts en compagnie du bassiste Stuart Hamm (Satriani, Vai, Kotzen…).
En 2019, il enregistre avec Adrian Byrons Burns l'album Et caetera (rebel music) aux côtés de son ami Fred Schneider, et effectue une série de concerts à travers toute la France.
Il enregistre aussi pour le chanteur américain Jim Crean l'album The London Fog (Visionary Noise) aux côtés de son acolyte Steph Honde où il partage les batteries aux côtés de Vinnie et Carmine Appice.
En 2020, il enregistre pour le groupe de Nu metal Scarlean l'album Soulmates (Season of Mist). 
En 2021, il enregistre pour le groupe de prog rock  SSB (Sloane Square Band) l’album Guelf. 
Il enregistre début 2022 avec le groupe Alpha Mountain formation composée de ces amis (Steph Honde, Fred Schneider, Butcho Vukovic, Pascal Baron).
Sortie de l'album d'Alpha Mountain prévue fin octobre 2022 sur le label français (Vallis Lupi) et le label brésilien (Musik records). 
Début 2023, il enregistre l'album La Vie en rose avec Francesco And The Black Swans aux côtés de Francesco Buono (guitare chant).
Indria Saray (basse) et le pianiste britannique Harry Waters (Pink Floyd…) en guest. 
En 2023, il enregistre le troisième album de SSB (Sloane Square Band) Thoughts avec la participation entre autres du bassiste anglais Guy Pratt, de la choriste américaine Joniece Jamison. Le mixage et la production de cet album ont été réalisés par l'ingénieur du son britannique Steve Forward.